# Начертаније
Начертаније (на савременом српском значи „нацрт“) је некадашњи тајни „програм спољашње и националне политике Србије“, који је крајем 1844. године написао министар унутрашњих дела Илија Гарашанин (1812—1874) за кнеза Александра Карађорђевића (1842—1858). Први пут је у целости објављен 1906. године.
Према Начертанију, Србија је требало да ради на ослобађању Срба и осталих Словена и на припајању области Босне, Херцеговине, Црне Горе и северне Албаније (што је подразумевало Стару Србију), тада у саставу Османског царства. Главна пропагандна активност Србије би се заснивала на припремању становништва ових области на сједињење са Србијом. Према Гарашанину, Србија полаже „свето право историческо“ на ове земље, које се темељи на Душановом Српском царству из 14. века.

## Настанак
Значајан утицај на настанак Начертанија имала је велика емиграција, политичка елита Пољске, избегла из земље након неуспелог новембарског устанка против Руске Империје 1830. године. Ова многобројна и политички утицајна емиграција је, вођена истакнутим дипломатом, кнезом Адамом Чарторијским (1770—1861), формирала своје центре у Лондону, а посебно Паризу (у чувеном хотелу Ламберт), ради подстицања антируске и антиаустријске делатности широм Европе. Чарторијски почетком 1840-их шаље на Балканско полуострво и у Турску на неколико мисија. Упутио је у Србију 1843. године посебног изасланика, Чеха Франтишека Заха (1807—1892), са планом који је имао да предочи Илији Гарашанину, истакнутој личности тадашњег уставобранитељског режима. Захов план је предвиђао ослобођење и уједињење Јужних Словена, који би потом помогли ослобођење Пољске од аустријске и руске власти.
План пољске емиграције уобличен у Заховом Плану за словенску политику Србије састојао се у томе да малу српску кнежевину претвори у политичко и војно средиште одакле би кренуле акције за ослобађање и уједињавање Јужних Словена — Срба, Хрвата и Бугара. Зазирући од могућности деобе европског дела Турске између Русије и Аустрије, Зах се залагао за стварање државе Јужних Словена, независне спрам обе поменуте силе. За такав државотворни подухват се уздао у подршку западних сила, пре свега Француске и Енглеске. Захов документ је замишљен као „План стварања заједничке државе Јужних Словена, ослобођених из ропства Аустрије и Турске, снагом српске државе“.
Гарашанин је, на основу Заховог Плана, током 1844. сачинио своје Начертаније, „програм спољашње и националне политике Србије“, са око 90% једноставно преузетог текста. У неким деловима прерађујући Захов нацрт, Гарашанин је замислима о југословенској држави, претпоставио уједињење „свих народа српских“:
Движеније и таласање међу Славенима почело је већ, и заиста ће кроз столећа трајати. Сербија дакле треба да ово движење, а и ролу или задатак, кои ће она у том движењу за извршење имати, врло добро позна. Ако дакле Сербија добро пројеса шта је она сад? у каквом се положају наоди? и какви њу народи окружавају? — то се мора уверити о томе, да је она још мала, да у овом стању заостати не сме, и да она само у сојузу са осталим јужним славенима у свету овом будућност и задатак за изпуњење имати може и има. Из овог познања проистиче као основна черта и темељ српске политике, да она мора бити јужно славенска.— Захов План
Движеније и таласање међу Славенима почело је већ и заиста никад престати неће. Србија мора ово движеније а и ролу или задатак, који ће она у том движенију за извршење имати, врло добро упознати. Ако Србија добро пројесапи шта је она сад? у каквом се положенију налази? и какви њу народи окружавају? то се она мора уверити о томе, да је она још тако мала, да у овом стању остати не сме, и да она само у сојузу са осталим окружавајућим је народима за постићи своју будућност свој задатак имати мора. Из овог познавања проистиче черта и темељ српске политике, да се на не ограничава на садашње њене границе, но да тежи себи приљубити све народе српске који ју окружавају.— Гарашаниново Начертаније
Овакав прерађен Нацрт Гарашанин је предао почетком 1845. године кнезу Александру Карађорђевићу.

## Спровођење
Иако тајни документ, Гарашаниново Начертаније је било званичан програм две српске владе, као и црногорске државе владике Петра II Петровића Његоша. Франтишек Зах постаје у Србији министар војске, а касније генерал и начелник српског генералштаба. Утемељујући нову спољну политику, Србија напушта искључиву оријентацију према Русији, великој сили која је била непосредно заинтересована за Балкан.
Гарашанин је за време кнеза Александра Карађорђевића био присталица борбе за великосрпску државу. Касније, као министар спољних послова кнеза Михаила (1860—1868), Гарашанин је еволуирао према југословенском решењу, успостављајући везе са југословенским покретом у Хрватској (бискупом Штросмајером) и бугарским револуционарним организацијама. Кнез Михаило Обреновић је са бугарским емигрантима у Букурешту 14. јануара 1867. закључио Букурештански уговор о заједничкој држави Срба и Бугара.
Аустрија је сазнала, тајно прибавила и поверљиво архивирала Гарашаниново Начертаније 1883. године.

## Објављивање
Српска јавност је упозната са постојањем Начертанија кратким текстом Милана Милићевића у „Поменику“ знаменитих људи српскога народа новијег доба 1888. године. Целовит текст “Начертанија” први пут је објавио историчар Миленко Вукићевић, у часопису „Дјело“, 1906. године, под насловом „Програм спољње политике Илије Гарашанина на концу 1844. године“. О Заховој улози у писању Начертанија сазнало се тек када је српски историчар Драгослав Страњаковић (1901—1966) објавио две стручне расправе о томе, анализирајући текстове Начертанија Франтишека Заха и Илије Гарашанина, према рукописима у Гарашаниновој заоставштини.

## Савремена тумачења
Данас се често тврди да је Гарашаниново Начертаније идејна основа великосрпске политике у јужнословенским земљама, односно „програм стварања Велике Србије“.
Сматра се да је Србија дуго времена водила спољну политику коју је зацртао Гарашанин, практично није је водила једино од 1945. па до средине осамдесетих, до познатог Меморандума САНУ, који је по мишљењу стваралаца представљао позив на освешћење српског народа у Југославији.